# يتن ملك

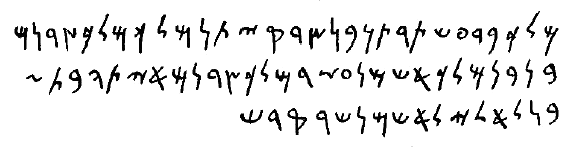
نقش فينيقي لبدعشترت، المعروف باسم «كونتينو 1»، وجد على منصة معبد أشمون. بستان الشيخ، صيدا ، القرن السادس قبل الميلاد. نُشر النقش في عام 1920 وترك في مكانه في معبد أشمون.

يتن ملك (فينيقي: 𐤉𐤕𐤍𐤌𐤋𐤊) كان ملكًا فينيقيًا لمدينة صيدا وخاضعًا لملك الملوك الأخميني داريوس الأول (حوالي 515-486 قبل الميلاد).